# Christobal Gilharry
Christobal Gilharry (2 settembre 1980) è un calciatore beliziano, difensore del Belize.

## Caratteristiche tecniche
È un terzino destro.

## Carriera

### Club
Nel 2007 firma un contratto con il Belize, squadra della massima serie beliziana.

### Nazionale
Debutta in Nazionale l'8 febbraio 2007, in El Salvador-Belize (2-1). Viene convocato per la CONCACAF Gold Cup 2013. Ha collezionato in totale, con la maglia della Nazionale, 9 presenze.